# Pythonichthys microphthalmus
Pythonichthys microphthalmus är en fiskart som först beskrevs av Regan 1912.  Pythonichthys microphthalmus ingår i släktet Pythonichthys och familjen Heterenchelyidae. Inga underarter finns listade i Catalogue of Life.